# Immortal Cities : Les Enfants du Nil
Immortal Cities: Les Enfants du Nil est un jeu vidéo permettant la construction d'une ville dans l'Égypte antique. Il a été développé par Tilted Mill Entertainment et édité par SEGA et Myelin Media. Le jeu a été conçu par Chris Beatrice (en).

## Synopsis
Chaque habitant de votre cité est une personne à part entière. Elle vit, travaille, joue, se marie, fonde une famille, grandit et vieillit. L'enthousiasme et le bonheur de votre peuple vous aide dans votre réussite.
Dans ce city builder, vous retrouverez : création de bâtiments et d'infrastructures, stratégie en temps réel et simulateur de vie.

## Système de jeu
Le but du jeu est de développer une ville au temps de l'Égypte antique.

## Accueil
| Immortal Cities       |      |       |
| Média                 | Pays | Notes |
| Computer Gaming World | US   | 3/5   |
| GameSpot              | US   | 76 %  |
| Jeuxvideo.com         | FR   | 14/20 |
| Joystick              | FR   | 7/10  |